# Антиозонанти

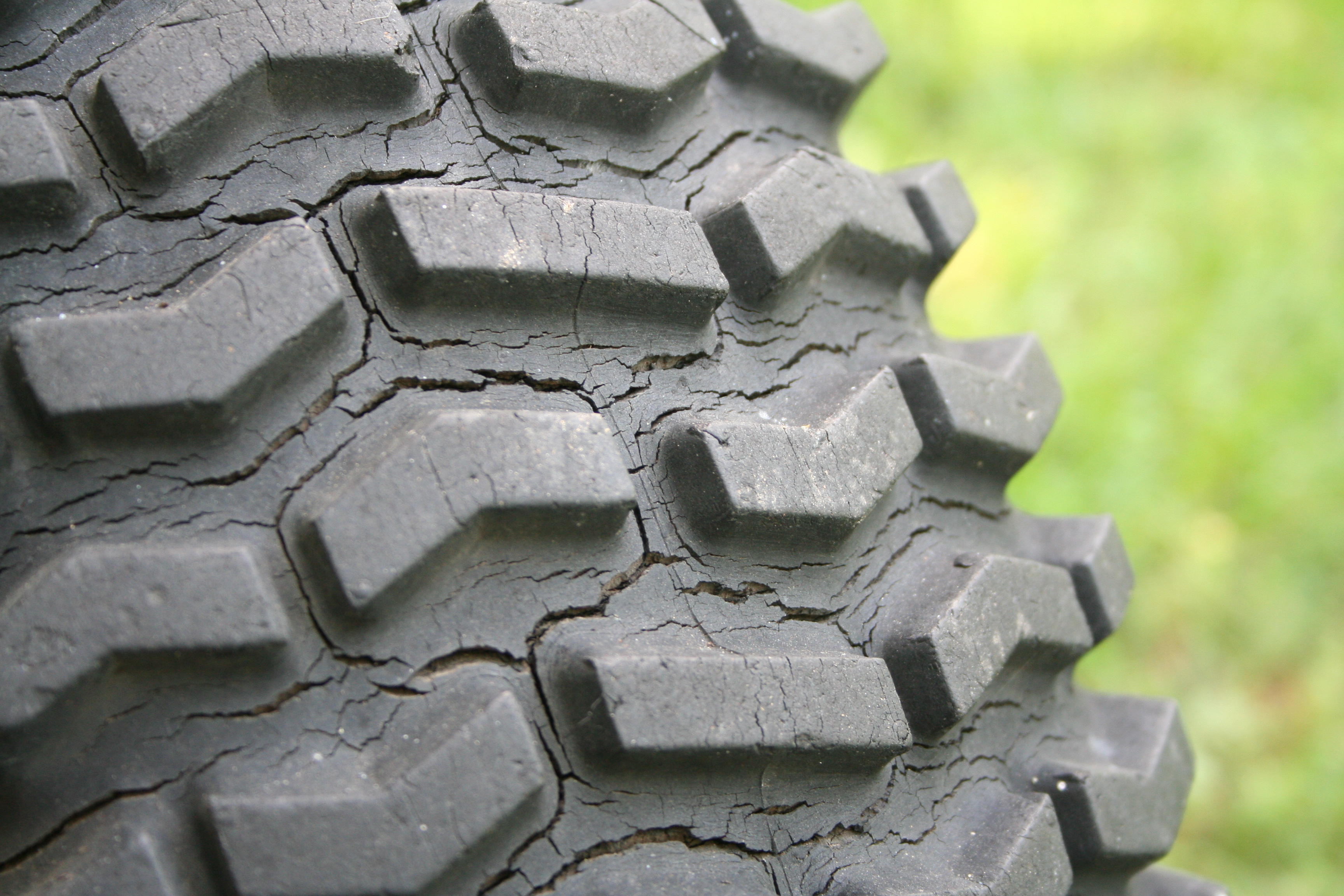
Автомобільна шина зі слідами розстріскування

Антиозона́нти — речовини, присутність яких підвищує стійкість гум до дії атмосферного озону. Застосовують N-заміщені ароматичні аміни, похідні хініну та фенолу, N-N` заміщені тіомочевини, парафін, церезин, воски й інші.

## Принцип дії
Завдяки приєднанню озону до макромолекули каучуку утворюються нестабільні озоніди. Внаслідок їхнього розпадання відбувається розривання вуглецевого ланцюга, що призводить до розтріскування або до руйнування гуми. Застосування антиозонантів збільшує опір гуми до 10 разів. Припускають, що шар антиозонанту може або реагувати з озоновими макромолекулами каучуку, гальмуючи їхнє руйнування, або зшивати молекули, які зазнали деструкції.
За механізмом дії антиозонати поділяють хімічно активні, які реагують з озоном швидше за макромолекули каучуку, та інертні, що мігрують на поверхню каучуку, де створюють бар'єр для його реакції з озоном.
Додають антиозонати до гуми безпосередньо на виробництві, підмішуючи до каучуку або обробляючи вже готовий виріб. Зазвичай використовують обидва методи: додавання хімічних речовин та воскування. В гумову суміш вводять 2-3 сполуки різної хімічної структури (похідні пара-фенилендіаміну, трибутилтіосечовина тощо), вміст кожної з них не перевищує 2–3 % від маси каучуку. На готовий виріб наносять захисний воск — суміш парафінових вуглеводнів.